# 대홍수 (2025년 영화)
"대홍수"(영어: The Great Flood)는 2025년 공개 예정인 대한민국의 재난, SF 영화이다. 김병우가 감독과 각본을 맡았다.